# Parafia św. Dymitra w Białymstoku
Parafia św. Dymitra (poprzednie wezwanie: Świętych Apostołów Piotra i Pawła) – prawosławna parafia wojskowa w Białymstoku.

## Historia
Parafia została erygowana 1 kwietnia 1995, jako jedna z 3 pierwszych parafii Prawosławnego Ordynariatu Wojska Polskiego.

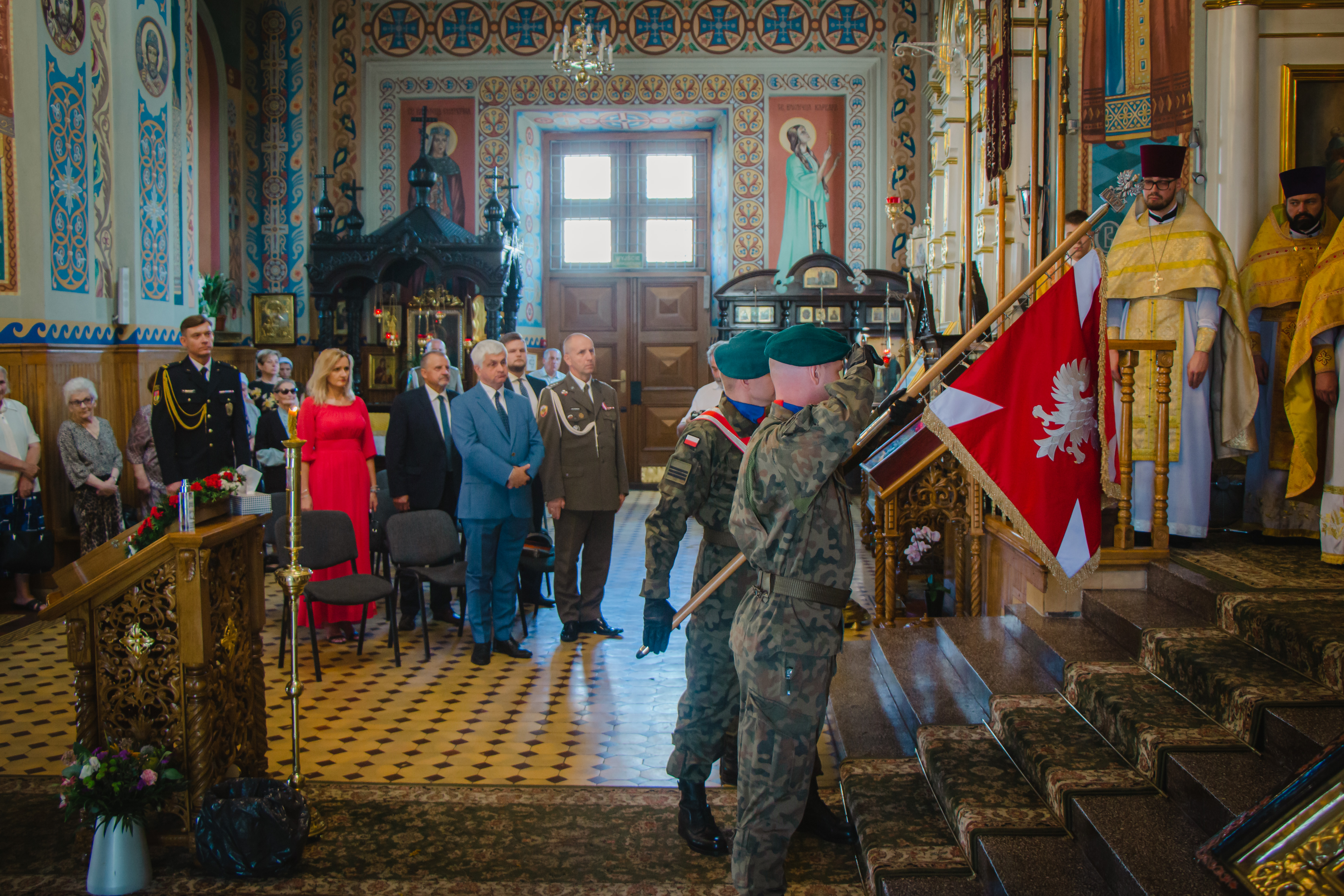
Wojewódzkie obchody Święta Wojska Polskiego w 2022 r.

Do 2020 r. wspólnota nie posiadała własnego parafialnego obiektu sakralnego. Nabożeństwa odprawiane były w cerkwi  św. Marii Magdaleny, świątyni filialnej parafii św. Mikołaja w Białymstoku.
8 listopada 2020 r. oddano do użytku nową cerkiew parafialną (pod wezwaniem św. Dymitra), mieszczącą się w budynku dawnej przychodni wojskowej przy ulicy Warszawskiej 16. Małego poświęcenia obiektu dokonali arcybiskup wrocławski i szczeciński Jerzy (zwierzchnik Prawosławnego Ordynariatu Wojska Polskiego) oraz arcybiskup białostocki i gdański Jakub. Tego samego dnia zmieniono też dotychczasowe wezwanie parafii (Świętych Apostołów Piotra i Pawła) na św. Dymitra.
Na terenie Białegostoku znajduje się jeszcze jedna prawosławna świątynia wojskowa – kaplica św. Andrzeja, mieszcząca się w Strzeżonym Ośrodku dla Cudzoziemców przy Podlaskim Oddziale Straży Granicznej (ulica Józefa Bema 100). Obiekt został poświęcony 27 listopada 2017 r. przez arcybiskupa wrocławskiego i szczecińskiego Jerzego, Prawosławnego Ordynariusza Wojska Polskiego.

## Wykaz proboszczów
- 1995–2004 – ks. ppłk Aleksy Wojciuk[3]
- 2004–2013 – ks. ppłk Igor Siegień[3][4]
- 2013[5]–2019 – ks. ppłk Andrzej Jakimiuk
- 2019 – ks. kpt. Rafał Pagór[6] (obecnie)